# Example.com

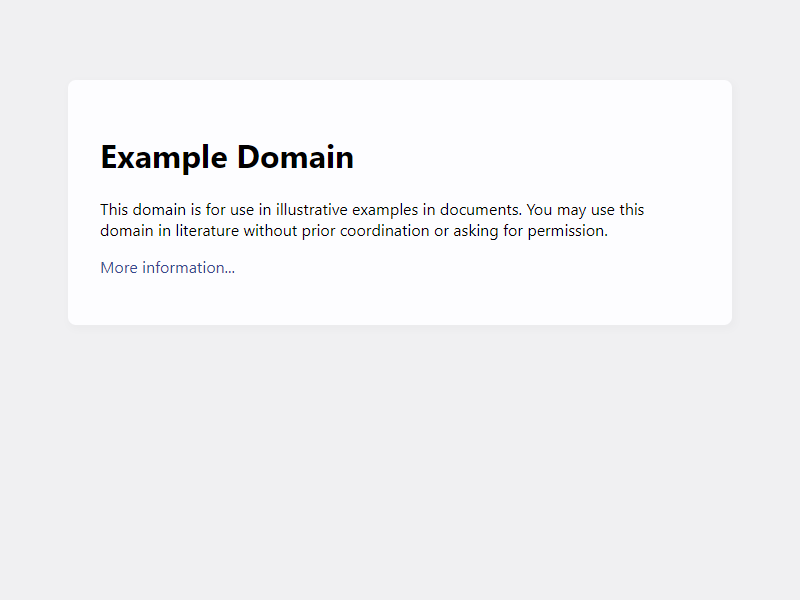
网页example.com的屏幕截图，为文档举例使用。

example.com、example.net、example.org和example.edu都是保留的二级域名（根据RFC 2606，第3部分），用于在各类文档中举例使用。这些域名不能被注册使用。
通过保留这些域名，IANA为各类手册和软件配置示例提供了有效的域名。因些，文档的作者可以很方便的使用这一域名对终端用户提供配置示例或演示，而不必有过多考虑。
如果网站使用类似"yourusername@example.com"的邮箱地址来演示注册过程，这表明需要填写一个真实有效的电子邮箱地址以接收邮件。"Example.com"经常被作为示例使用，因此网站不必选择现实存在的邮箱地址来进行示范。
這些域名解析到由ICANN管理的Web服務器的IPv4和IPv6的IP位址，同時也使用DNSSEC進行驗證。